# Gunungiella dvadachi
Gunungiella dvadachi är en nattsländeart som beskrevs av Schmid 1968. Gunungiella dvadachi ingår i släktet Gunungiella och familjen stengömmenattsländor. Inga underarter finns listade i Catalogue of Life.